# Bonnier

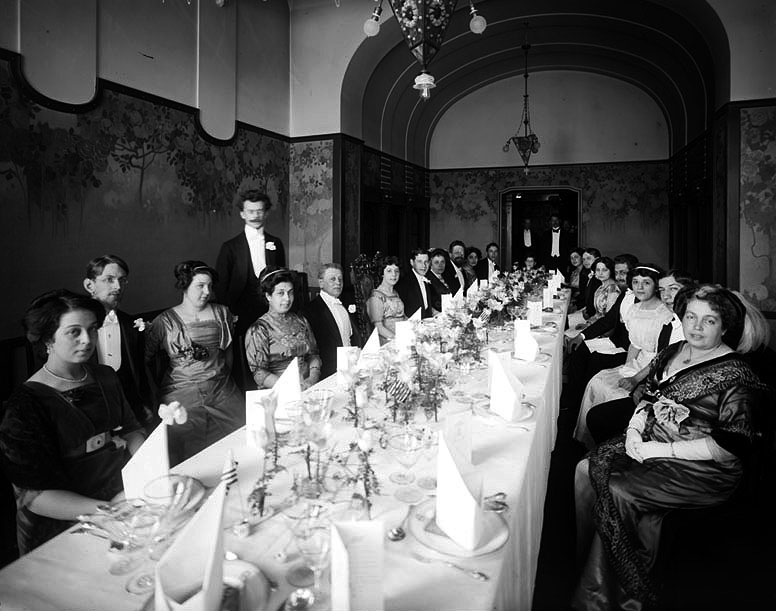
Dukat middagsbord hos Bonnierfamiljen 1910. I bilden märks bland andra Elin Bonnier, närmast till vänster, Sven Lidman, stående, Karl Otto, Lisen, Tor Bonnier och Yngve Larsson

Bonnier är en svensk släkt av judiskt ursprung vars medlemmar sedan början av 1800-talet har varit verksamma som bokhandlare, bokförläggare och sedermera även bland annat inom tidskrifter, andra massmedia, universitet och förvaltning.
Släkten kom under 1700-talet till Dresden från Böhmen. Namnet Bonnier antogs av Gerhard Bonnier efter flytten till Danmark, började han verka som bokhandlare 1804. Hans tre söner flyttade sedermera till Sverige.
Familjekoncernen Bonnier AB ägs och styrs idag av ättlingar till Tor och Åke Bonnier, femte generationens ättlingar till Gerhard Bonnier.

## Ursprung
Den tidigaste kända familjemedlemmen var en tysk klädeshandlare vid namn Jacob Schye (född 1674) från staden Soborten (Sobědruhy på tjeckiska) i Böhmen. Hans son, juveleraren Löbel Schie (1718-1790), fick i sin tur sonen och myntförsäljaren Löbel Salomon Hirschel (född 1745).
Hirschels son, Gutkind Hirschel (1778 - 1862) flyttade från Tyskland till Köpenhamn 1801 och ändrade sitt namn till Gerhard Bonnier. Namnet Bonnier kan vara en fransk variant av det tyska förnamnet Gutkind, alternativt taget efter den franske mördade adelsmannen Antoine Bonnier d'Alco (1750-1799), franskt sändebud vid fredskongressen i Rastatt 1799. I Köpenhamn startade Gerhard Bonnier ett bibliotek, en bokhandel och även ett förlag.
Gerhard Bonniers äldste son, Adolf Bonnier (1806-1867) flyttade till Göteborg 1827 för att försöka expandera familjens företag, och öppnade ett bibliotek i staden året efter. Några år senare startades även ett företag i Stockholm. Adolf Bonnier startade ett förlag 1837 (Albert Bonniers Förlag) och hans två yngre bröder, David Felix Bonnier (1822-1881) och Albert Bonnier (1820-1900) flyttade snart till Stockholm för att hjälpa till i företaget.

## Kända familjemedlemmar

### Ättlingar till Gerhard Bonnier (i urval)
Gerhard Bonnier, dennes tre söner och deras kända barn:
- Gerhard Bonnier (1778–1862)
  - Adolf Bonnier (1806–1867)
    - Isidor Bonnier (1848–1925)

  - Albert Bonnier (1820–1900), bokförläggare
    - Jenny Bonnier (1855–1927)
    - Eva Bonnier (1857–1909), konstnär
    - Karl Otto Bonnier (1856–1941), bokförläggare, gift med Lisen Josephson (1861–1952)

  - David Felix Bonnier (1822–1881), grundade Göteborgs Posten[8]
    - Knut Felix Bonnier[9] (1861–1941)[10]

### Ättlingar till Karl Otto Bonnier (i urval)

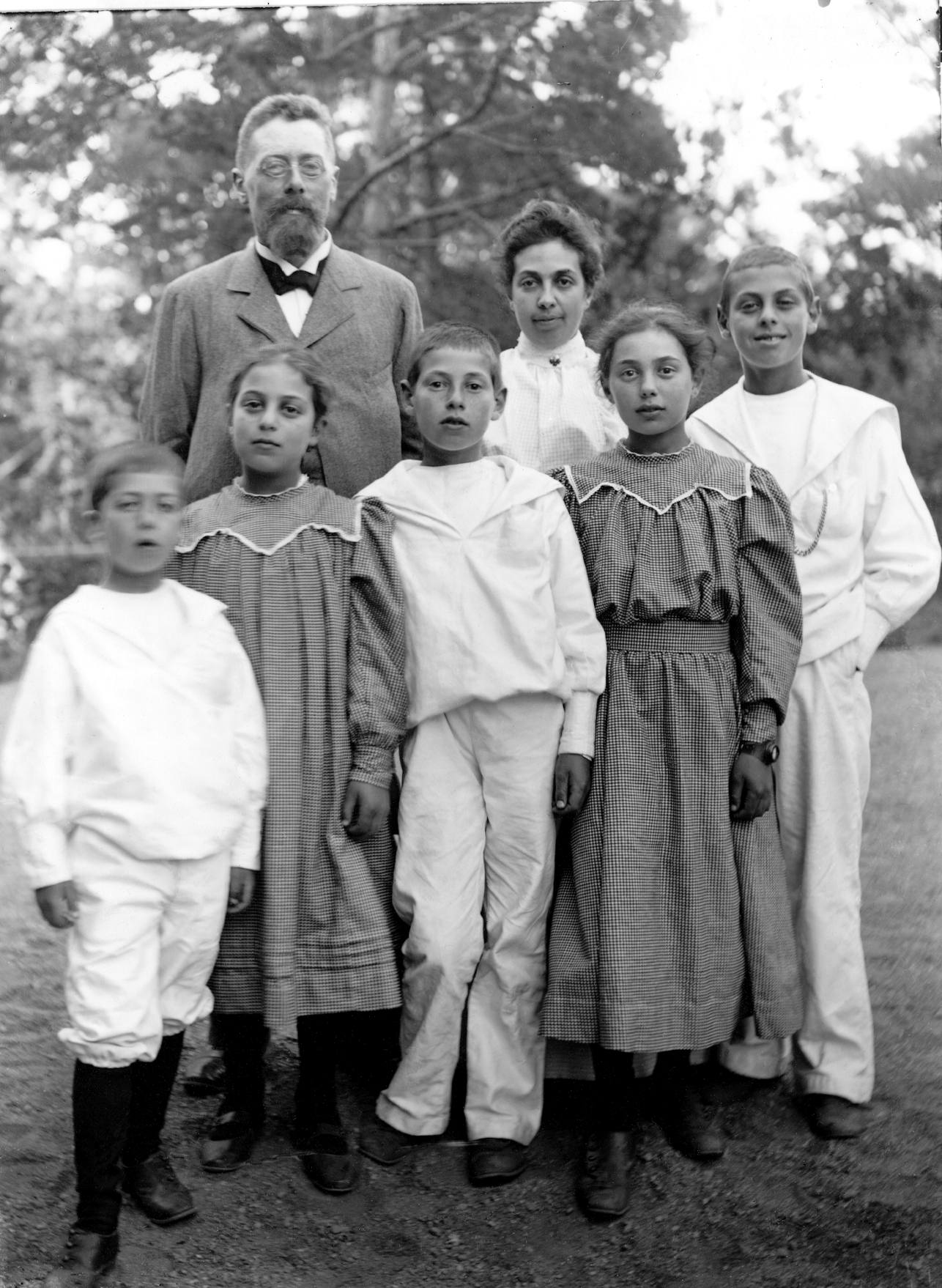
Karl Otto och Lisen med barnen Gert, Greta, Åke, Elin och Tor ca. 1895.

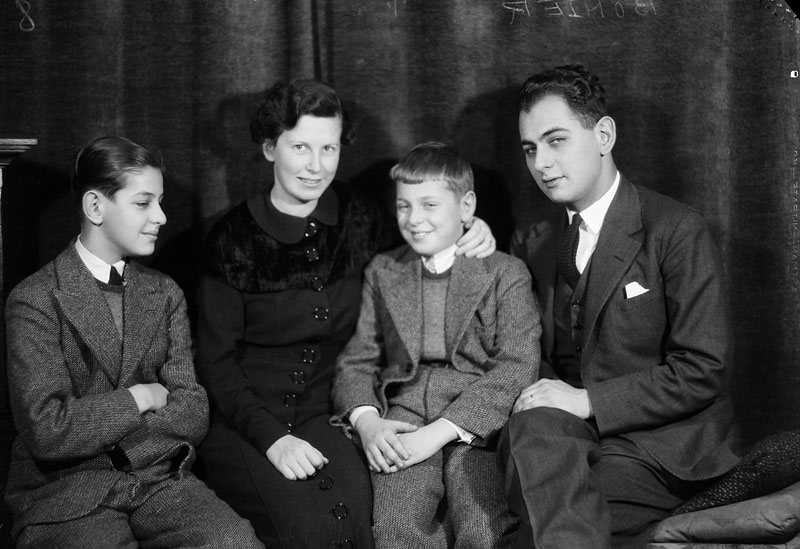
Albert Bonnier Jr. med hustru Birgit, född Flodquist, 1930. På bilden syns även Albert Bonniers yngre bröder, Johan och Lukas.
Foto: Jan de Meyere

Karl Otto och Lisen Bonniers barn och barnbarn, samt deras mer kända barnbarnsbarn, barnbarns barnbarn och barnbarns barnbarnsbarn:
- Tor Bonnier (1883–1976), förläggare, gift (1) med Greta Lindberg, (2) med Tora Nordström, författare, (3) med Jytte Bonnier, författare
  - Albert "Abbe" Bonnier Jr. (1907–1989), förläggare
    - Charlotte Bonnier (1932–2016), under en period gift med Göran Forsell (1929–2010), direktör, son till Zarah Leander
      - Christel Engelbert (1950–)
        - Oscar Engelbert (1976–), entreprenör [11]

    - Jeanette Bonnier (1934–2016), journalist, var gift med 1) Bengt Thomasson, 2) Hans Dahlin och 3) Jörn Donner
      - Maria Dahlin (1964–1985), till vars minne Maria Bonnier Dahlins stipendium instiftats

    - Joakim Santesson (1946–2014), läkare, entreprenör

  - Johan "Joja" Bonnier (1917–2001), direktör
    - Dan Bonnier (1942–)
      - Martina Bonnier (1966–)
      - David Bonnier (1968–), har varit VD för SF Media

    - Hans-Jacob Bonnier (1948–)
    - Carl-Johan Bonnier (1951–), tidigare styrelseordförande i Bonnier Holding AB
    - Albert Bonnier (1954–)
    - Gaga Bonnier (1954–2013) [12]
    - Malena Bonnier (1973–)

  - Lukas Bonnier (1922–2006), VD
    - Anna Toss (1962–), författare, dotter till Margareta Toss, chefredaktör
    - Jonas Bonnier (1963–), författare, tidigare VD för Bonnier AB

  - Simon Bonnier (1929–2019) [13]
  - Karl-Adam Bonnier (1934–)
    - Tor Gabriel Bonnier (1966–)

  - Mikael Bonnier (1945–), fil.kand., varit gift med Elisabet Borsiin Bonnier, ambassadör
- Elin Bonnier (1884–1980), gift med Yngve Larsson, borgarråd
  - Verna Lindberg (1905–1994), översättare, gift med Folke Lindberg, professor
    - Jakob Lindberg (1938–), departementsråd, direktör

  - Matts Bergom Larsson (1908–2004), direktör
    - Peter B Larsson (1935–), tidigare gift med Helena Henschen, arkitekt
      - Jesper Bergom Larsson (1961–), filmproducent, konsulent

    - Susanna Bergom Larsson (1940–2009), psykoterapeut
    - Maria Bergom Larsson (1942–), författare, kritiker

  - Ester Berggren (1911–2001)
    - Tobias Berggren (1940–), författare, poet
      - Johan Berggren (1968–), journalist

    - Martin Berggren (1942–), skådespelare, regissör

  - Richard Larsson (1915–2011), bokhandlare, författare
  - Yngve A. A. Larsson (1917–2014), professor
  - Mårten Larsson (1919–2001), arkitekt, gift med Lena Larsson, inredningsarkitekt
    - Kristina Torsson (1940–), modeskapare, entreprenör
      - Sara Szyber (1963–), inredningsdesigner, gift med Bogdan Szyber
      - Fabian Torsson (1964–), musikproducent
      - Palle Torsson (1970–), konstnär
- Åke Bonnier d.ä. (1886–1979), förläggare
  - Gerard Bonnier (1917–1987), bokförläggare
    - Karl Otto Bonnier d.y. (1943–), bokförläggare
    - Eva Bonnier d.y. (1945–), bokförläggare
    - Pontus Bonnier (1954–)
    - Åke Bonnier d.y. (1957–), biskop i Svenska kyrkan
      - Anna Rantala Bonnier (1983–), politiker
- Greta Bonnier (1887–1976), gift med Tor Berg, historiker
  - Lena Berg (1915–1993), gift med Tord Hagen, ambassadör
    - Cecilia Hagen (1946–), journalist, författare, varit gift med Ingemar Unge, kåsör och journalist
      - Jonatan Unge (1979–), komiker

  - Kerstin Andrae (1915–2010), konstnär
    - Hélène Andræ (1941–), förlagsredaktör
      - Cissi Elwin (1965–), journalist, VD, publisher

  - Elias Berg (1923–2015)
- Gert Bonnier (1890–1961), professor
  - Agneta Paulsson (1915–2010)
  - Martin Bonnier (1928–2021) [14]
  - Joakim Bonnier (1930–1972), racerförare
- Kaj Bonnier (1901–1970), förläggare
  - Suzanne Bonnier (1924–2016), gift med 1) Per A. Sjögren, 2) Frans Arnheim
  - Tomas Bonnier (1926–2021)
  - David Bonnier (1933–), sambo med Lennart Swahn, programledare

### Bildgalleri

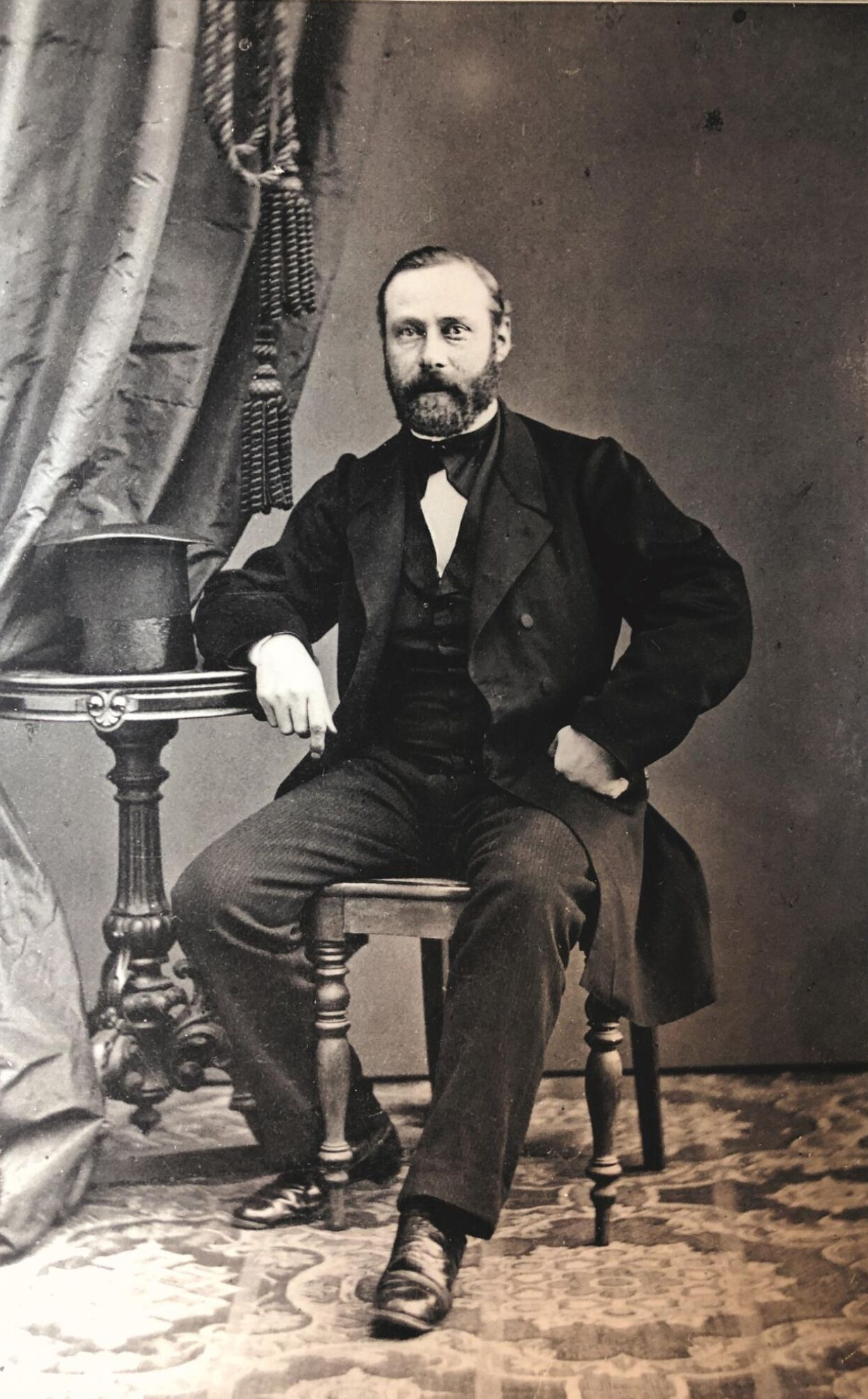
Albert Bonnier (1820–1900)
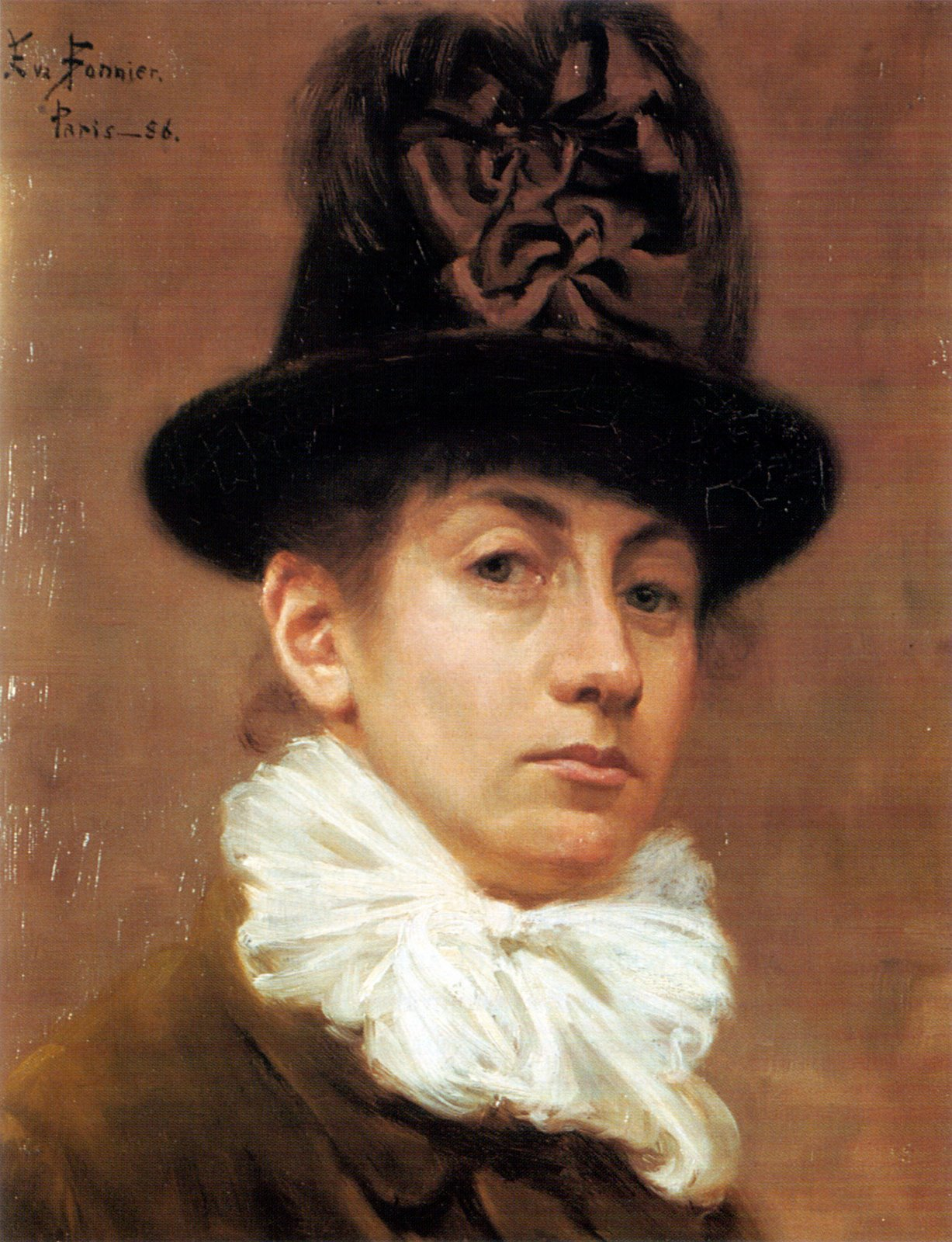
Eva Bonnier (1857–1909)
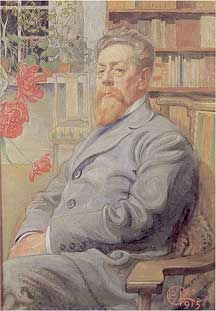
Karl Otto Bonnier (1856–1941)
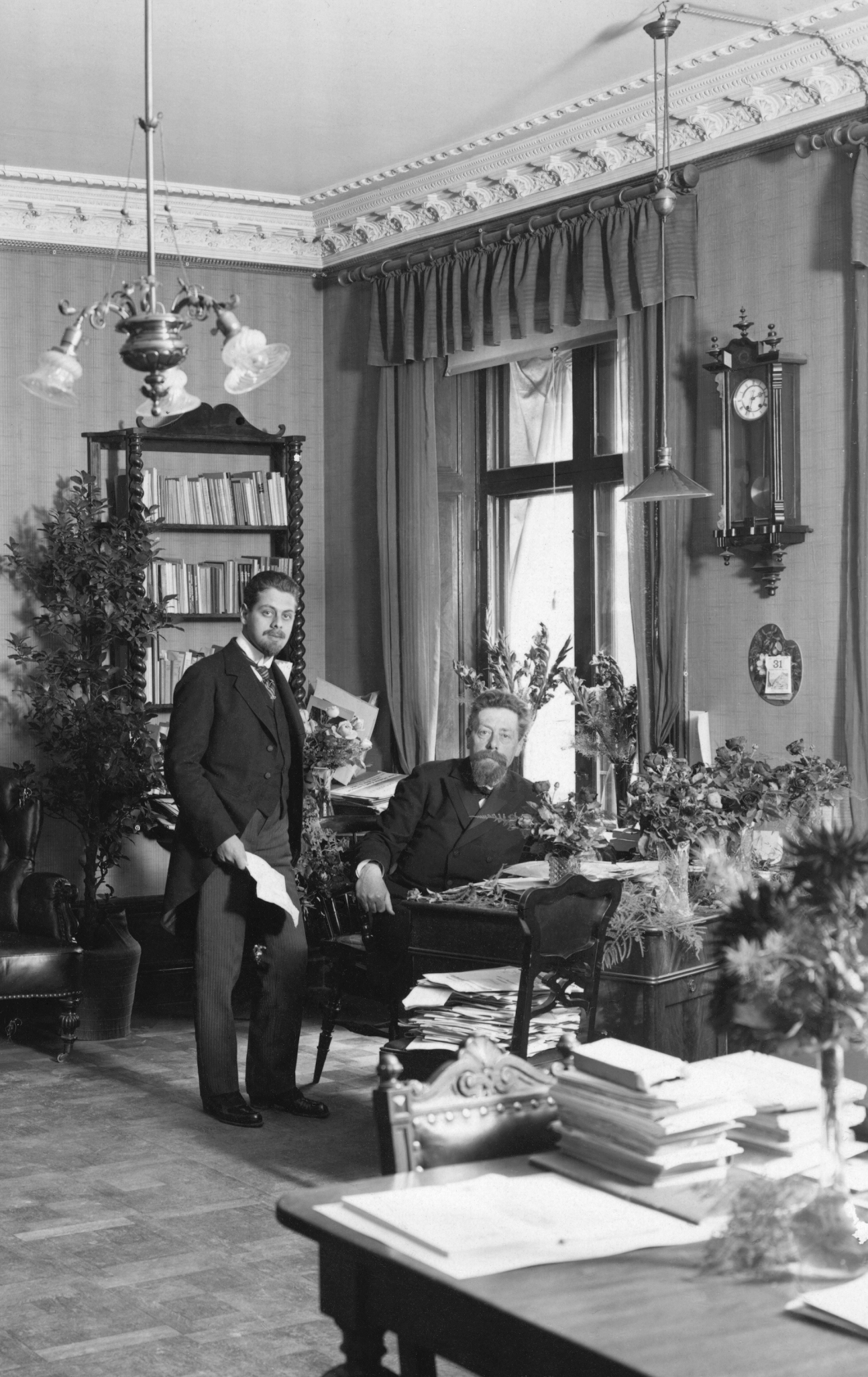
Tor Bonnier (1883–1976) och Karl Otto Bonnier
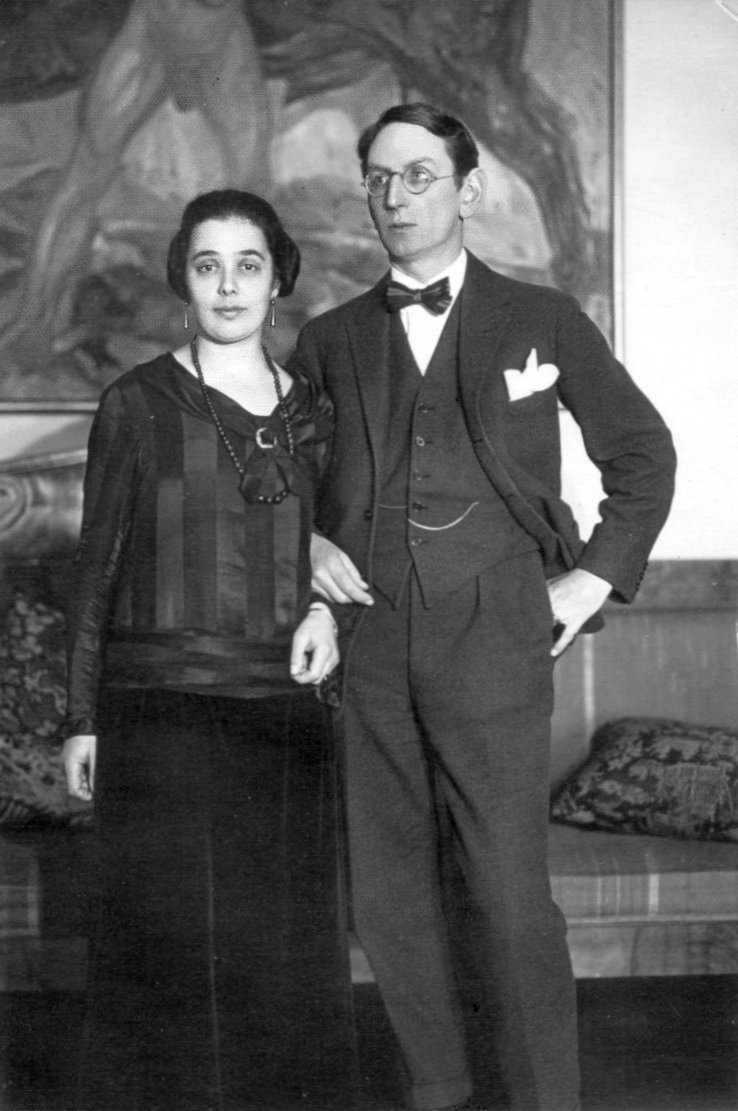
Elin (1884–1980) och Yngve Larsson (1881–1977)
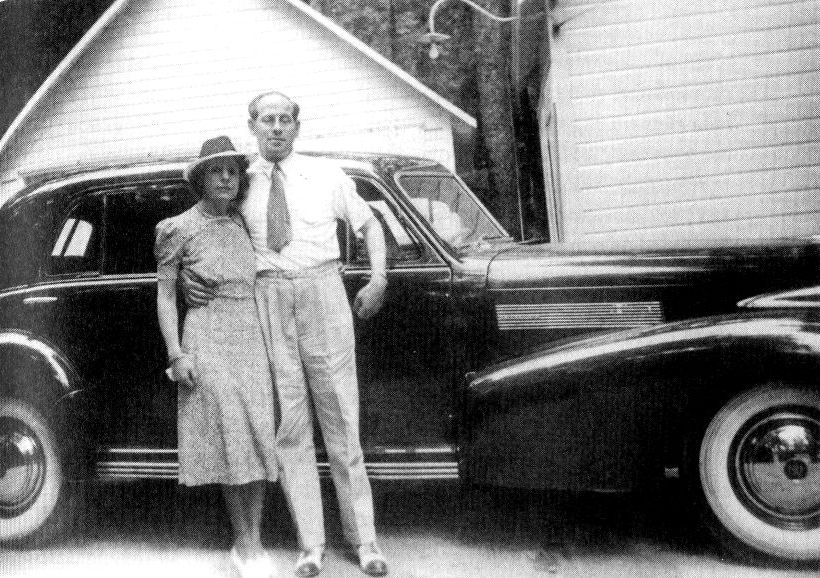
Eva (1888–1977) och Åke Bonnier (1886–1979)
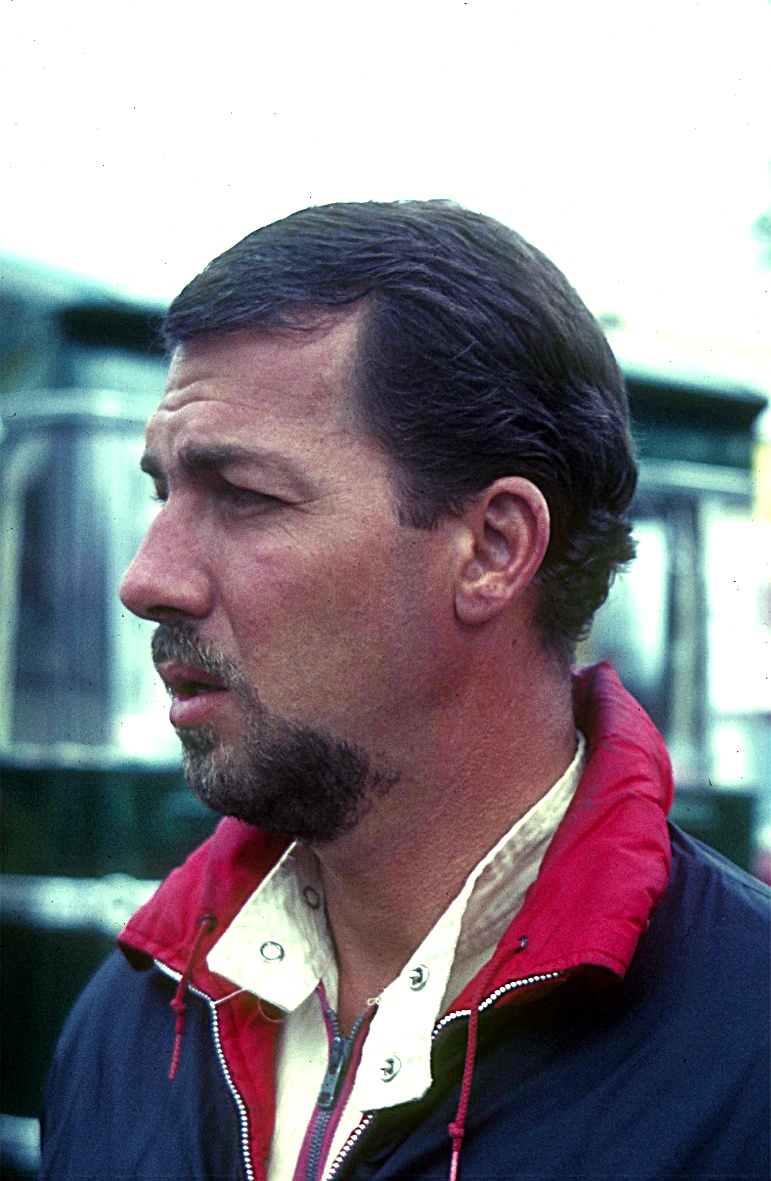
Joakim Bonnier (1930–1972)
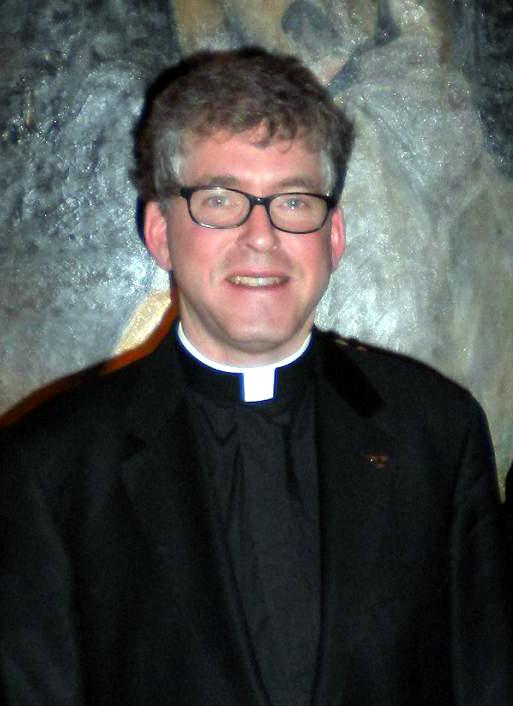
Åke Bonnier d.y. (f. 1957)

## Fastigheter
Ett antal byggnader i Stockholm förknippas med medlemmar ur familjen Bonnier, däribland:
- Nedre Manilla, Djurgården, hem till Karl Otto, Lisen och familjens porträttsamling; idag bostad för Carl-Johan Bonnier
- Villa Mullberget, Djurgården, Yngve och Elin Larssons bostad i 70 år.
- Villa Bonnier, Diplomatstaden, Åke Bonniers praktvilla från 1927
- Villa Sunnanlid, Djurgården, bostad tidigare för familjen Lukas Bonnier och idag för Jonas Bonnier
- Djupvik och Eva Bonniers sommarhus på Dalarö
- Franska värdshuset, Djurgården, bostad för flera generationer Bonnier-ättlingar

### Bildgalleri

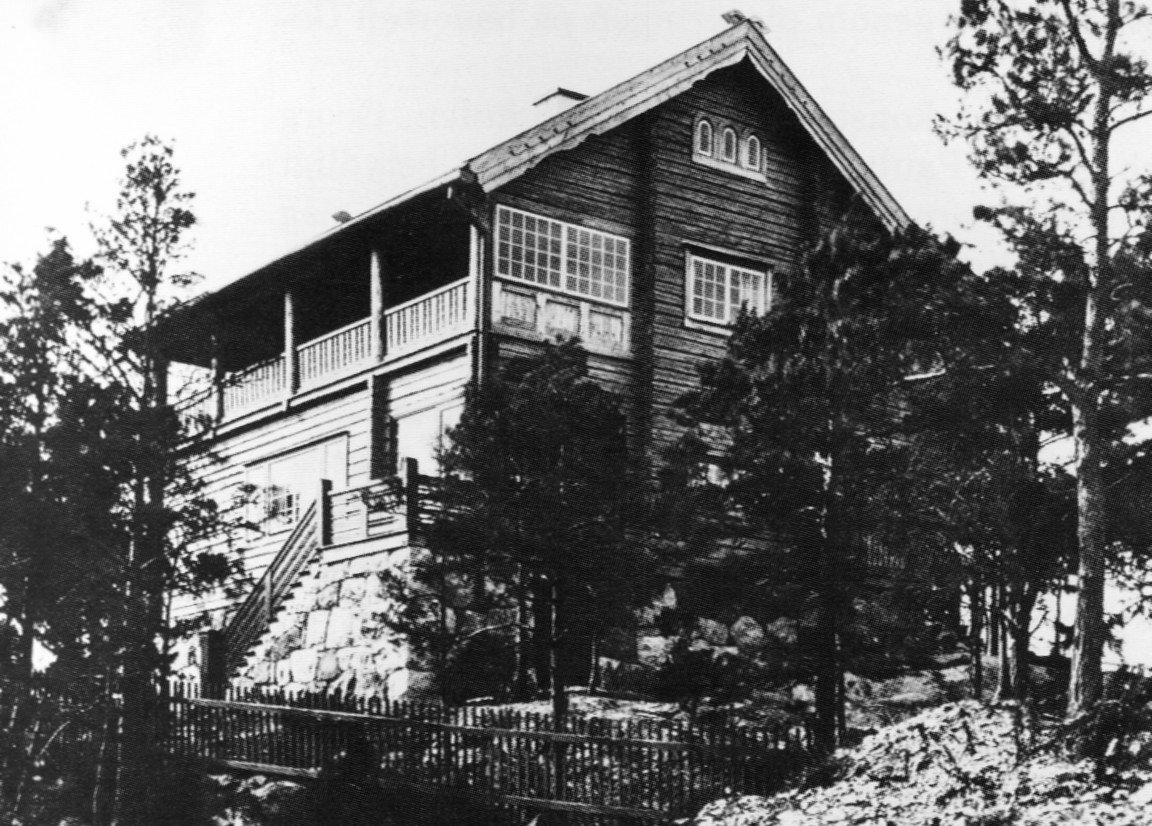
Eva Bonniers sommarhus
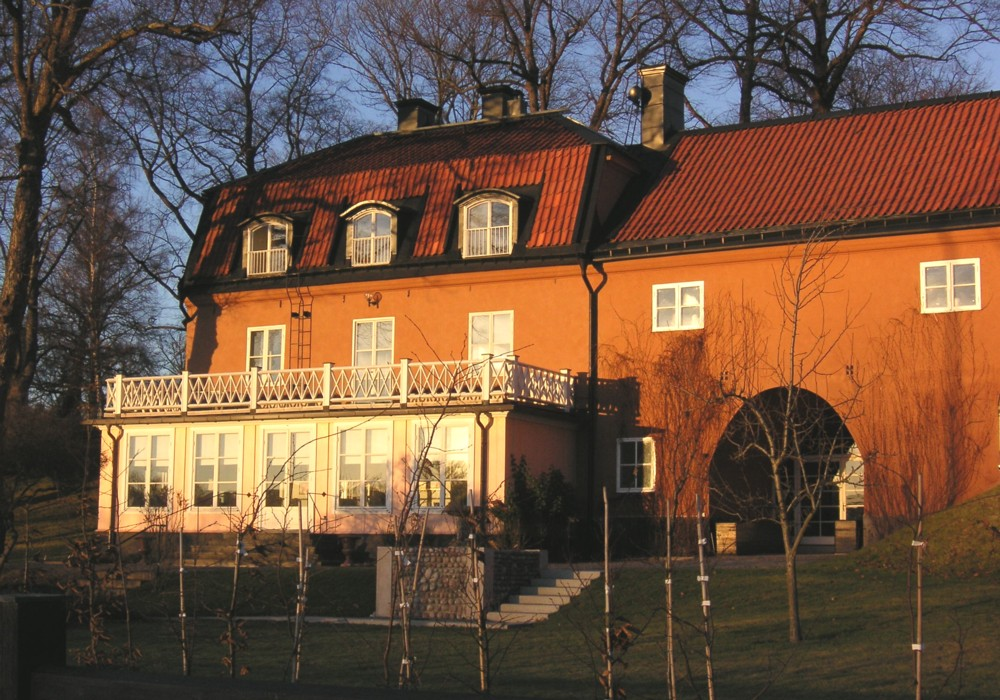
Nedre Manilla
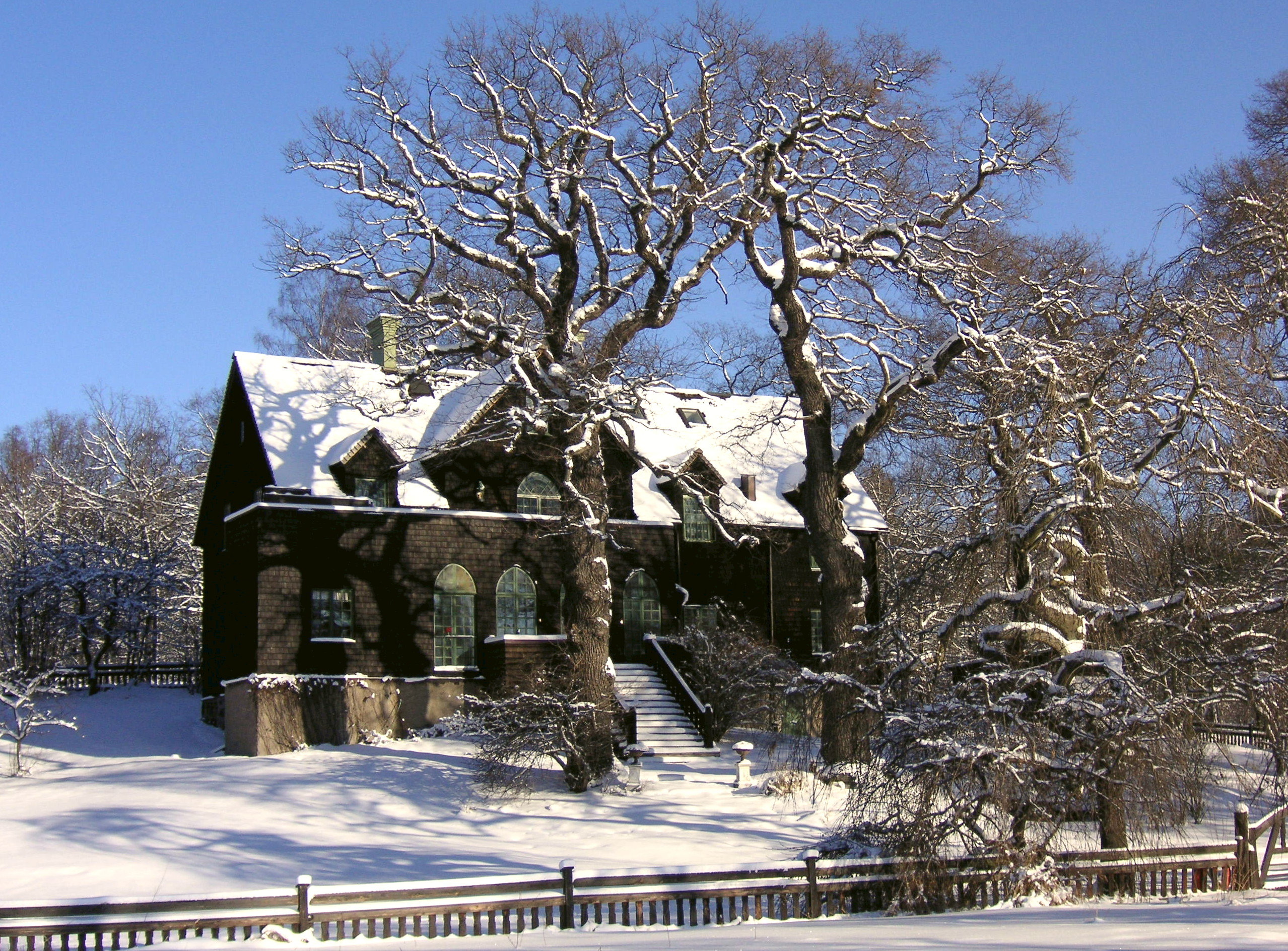
Villa Mullberget
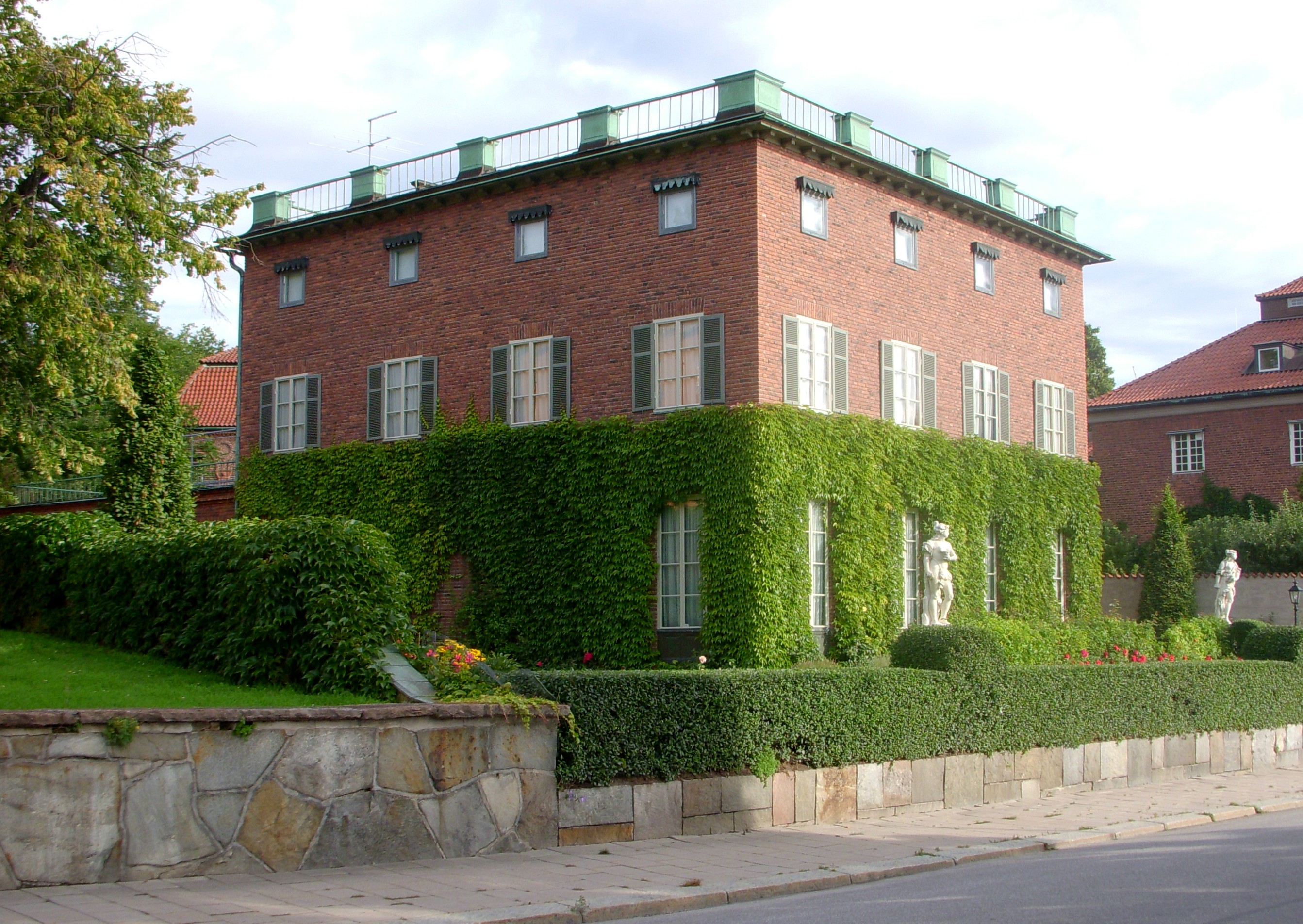
Villa Bonnier
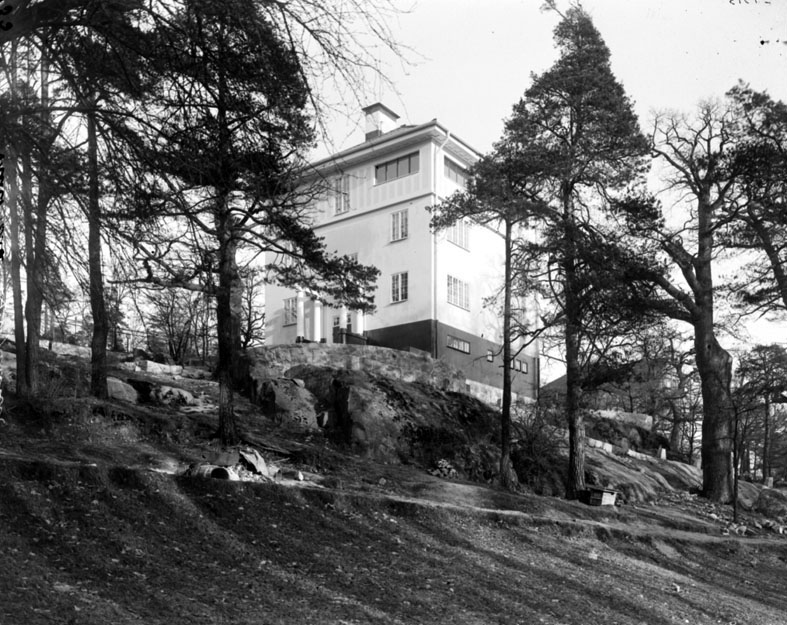
Villa Sunnanlid